# Canam (Einheit)
Der Canam war ein Volumenmaß in  Pondichéry. Das Maß wurde für Ölsämereien verwendet.
- 1 Canam = 24 Markals = 71,79 Liter